# 昌乐路站
昌乐路站是青岛地铁4号线的地铁车站，位于中华人民共和国山东省青岛市市北区华阳路与昌乐路交叉口，于2022年12月26日开通。

## 车站结构
昌乐路站位于华阳路与昌乐路交叉口，沿华阳路设置，呈南北走向，为地下两层岛式站台车站，车站长216.5米 ，标准段宽22.2米，车站地下一层为站厅层，地下二层为站台层，站台设置全高站台门。车站北侧设有一条存车线。
| 地面              | 出入口 | A、B出入口                                                                                                  |
| 地下一层          | 站厅   | 客服中心、自动售票机、验票机                                                                                |
| 地下二层          | 站台   | \| \| \| 4号线往人民会堂（泰山路） \| \| 島式 · 開左邊车门 \| \| \| \| \| \| 4号线往大河东（海泊河公园） \| |
|                   |        | 4号线往人民会堂（泰山路）                                                                                   |
| 島式 · 開左邊车门 |        | |
|                   |        | 4号线往大河东（海泊河公园）                                                                                 |

## 出入口
昌乐路站共设2个出入口，各出口及周围设施如下所示：
| 编号                | 指示                               | 建议前往的目的地               | 图片 |
| ------------------- | ---------------------------------- | ------------------------------ | ---- |
| A · 出口 · （设有） | 华阳路(东)，诸城路(南)，滨县路(北) | 1919创意产业园                 |      |
| B · 出口            | 昌乐路(北)，曹县路(西)             | 青岛文化市场，青岛文化展览中心 |      |
| 图例： 设有         |                                    |                                |      |

## 接驳交通

### 公交车
- 华阳路滨县路：24路，303路，325路

## 车站历史
本站工程名与正式站名均为昌乐路站，以车站横跨的昌乐路命名。
- 2020年11月3日，车站主体结构封顶[2]。
- 2022年12月26日，车站随4号线通车开通[1]。